# (1463) Nordenmarkia
(1463) Nordenmarkia ist ein Asteroid des Hauptgürtels, der am 6. Februar 1938 von dem finnischen Astronomen Yrjö Väisälä in Turku entdeckt wurde. 
Der Name des Asteroiden ist von dem schwedischen Astronomen Nils Nordenmark abgeleitet.